# Terry McGinnis
Pour les articles homonymes, voir Batman (homonymie) et McGinnis.
Terrence « Terry » McGinnis est un personnage de fiction créé par Paul Dini et Bruce Timm dans la série animée Batman, la relève en 1999. Il succède à Bruce Wayne  devenu trop vieux et souffrant, devenant ainsi le nouveau Batman, dans la série Batman, la relève.

## Biographie fictive
Terry McGinnis est le résultat d'une expérience réalisée par Amanda Waller. Après que Batman, âgé de 60 ans, a raccroché son costume, Amanda, chargée de liaison de la Ligue des justiciers, décide de lancer le projet « Batman Beyond », convaincue que Gotham City ne peut se passer de son justicier. Elle prélève un échantillon d'ADN de Bruce Wayne et trouve un couple de civils compatibles : Mary et Warren McGinnis. Terry McGinnis naît le 27 juin 2023 à Gotham City. À l'origine, son plan était d'assassiner les parents du petit Terry lorsqu'il aurait huit ans (tout comme Bruce Wayne) mais elle renonce à cette idée pour ne pas trahir la ligne de conduite du héros.
À 16 ans, Terry est un adolescent qui vit une vie plutôt ordinaire pour son âge. Il est pourtant bagarreur et impétueux. Un jour, alors qu'il est aux prises avec une bande de voyous, les Jokers, il croise un vieux milliardaire du nom de Bruce Wayne, qui l'aide à se débarrasser d'eux. Terry le raccompagne dans son manoir. Là, il découvre par erreur la Batcave, et comprend que Bruce Wayne n'est autre que celui que l'on appelait autrefois Batman.
Plus tard, Warren McGinnis, le père de Terry, découvre que son employeur, Derek Powers, utilise sa société pour mettre au point un virus toxique aux effets terrifiants. Cette découverte lui vaut d'être assassiné. Terry demande alors à Bruce Wayne de l'aider à se venger, mais le vieillard lui conseille plutôt de s'adresser au commissaire Barbara Gordon. Poursuivi par les hommes de Powers, Terry s'infiltre durant la nuit dans la Batcave et s'empare du dernier costume de Batman, un équipement high-tech qui, pense-t-il, lui permettra de se faire justice lui-même malgré sa force physique limitée. Ainsi équipé, il parvient à mettre fin aux agissements de Derek Powers en détruisant son virus.
D'abord réticent, Bruce Wayne reconnaît son mérite, et accepte de le laisser prendre la relève en tant que Batman. Comme couverture, il devient l'assistant personnel de Bruce. La mère de Terry accepte à la seule condition de garder un œil sur lui et de le guider. Ainsi, Terry devient le nouveau Batman.
Terry McGinnis vit seul avec sa mère et son petit frère Matt depuis la mort de son père. Il essaye du mieux qu'il peut de leur cacher la véritable nature de son « travail », un peu comme le faisait Tim Drake en tant que Robin. Il partage avec Bruce Wayne une relation assez paternelle. Bien qu'il ait fréquenté plusieurs filles, son véritable amour est une de ses amies d'enfance, Dana Tan.
En 2055, alors que Bruce Wayne est mourant, Terry découvre qu'il est biologiquement son fils. Cet événement rapproche encore plus les deux héros dans une relation père/fils.
Il est certainement fiancé à Dana Tan et s'est probablement marié avec elle à la suite de l'entretien et des dernières paroles que lui a dites Amanda Waller : « Tu veux vivre plus heureux que le vieil homme, alors prends soin des personnes que tu aimes… ou pas. » (prononcé dans "Épilogue", dernier épisode de la saison 4 de La Ligue des justiciers). Ce que son mentor s'était, à de rares exceptions près, montré incapable, et ce depuis sa rupture avec Andréa Beaumont.

## Description
Tout comme  Bruce Wayne, Terry  n'a pas de pouvoirs. Cependant, il a montré à plusieurs reprises être plutôt doué au combat de rue, et a été entraîné personnellement par Bruce Wayne, lui donnant quelques pratiques d'arts martiaux. Toutes ses autres facultés proviennent de son équipement. Ainsi, son costume ultra-perfectionné et légèrement différent de celui d'origine décuple ses sens, ses réflexes et sa force, et lui permet de voler, de voir dans le noir grâce à une vision infrarouge. Il incorpore aussi un communicateur pour rester en contact avec Bruce Wayne depuis la Batcave. Des griffes rétractables sont sur ses doigts pour griffer ou s'agripper aux surfaces. Son costume possède également des semelles adhésives, des lance-roquettes, un détecteur de drogues, et tout l'ancien équipement de Batman : le Batgrappin, les Batarangs. Terry conduit aussi une nouvelle Batmobile volante et plus sophistiquée.

## Création du personnage
Terry McGinnis est le héros principal de la série Batman, la relève. Il est le nouveau Batman du Gotham City de 2040. Il remplace Bruce Wayne, devenu trop vieux pour assurer la sécurité de Gotham City.

## Œuvres où le personnage apparaît

### Comics
- Batman Beyond
- Futures End

### Séries télévisées d'animation
- Batman, la relève (alias Batman 2000) (Batman Beyond, 52 épisodes, Alan Burnett, Paul Dini, Glen Murakami, Bruce Timm, 1999-2001) avec Will Friedle (Didier Cherbuy dans la version française)
- Static Choc (Static Shock, Dwayne McDuffie, 2000-2004) avec Will Friedle (VF : Axel Kiener)
- Le Projet Zeta (The Zeta Project, Robert Goodman, 2001-2002) avec Will Friedle (VF : Robert Guilmard)
- La Ligue des justiciers (Justice League puis Justice League Unlimited, 91 épisodes, Paul Dini, Bruce Timm, 2001-2006) avec Will Friedle (VF : Magid Bouali puis Jérôme Frossard)

### Film
- Batman, la relève : Le Retour du Joker (Curt Geda, 2000) avec Will Friedle (Didier Cherbuy dans la version française)